# Reales Staats- und Zeitungs-Lexicon

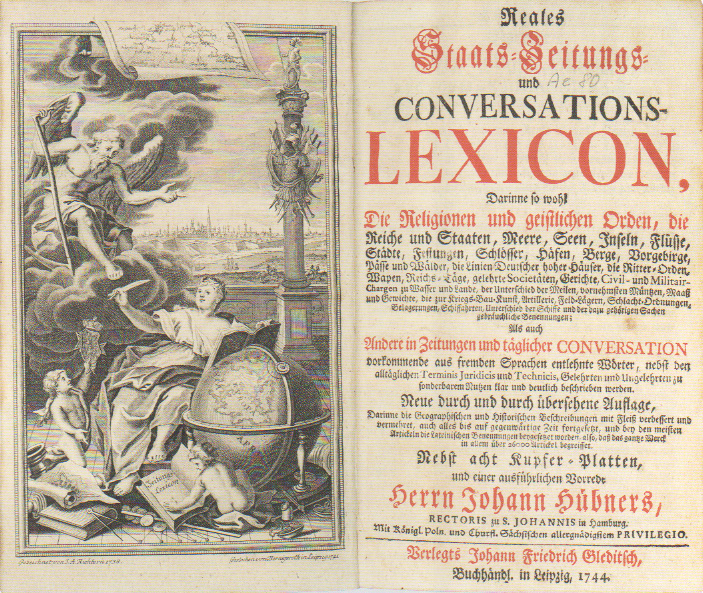
Kupfer und Titelblatt der 19. Auflage aus dem Jahr 1744

Reales Staats- und Zeitungs-Lexicon ist der erste Titel eines allgemeinen Nachschlagewerkes, das seit 1704 bei dem Verleger Johann Friedrich Gleditsch in Leipzig erschien. Das Werk erhielt 1708 mit der dritten Auflage den Titel Reales Staats-, Zeitungs- und Conversations-Lexicon und ist damit das erste Lexikon, das sich als Konversationslexikon bezeichnete.

## Titel
Der vollständige Titel der ersten Ausgabe lautet:
Reales Staats- und Zeitungs-LEXICON Worinnen sowohl die Religionen und Orden, die Reiche und Staaten, Meere, Seen, Flüsse, Städte, Vestungen, Schlösser, Häfen, Berge, Vorgebürge, Pässe, Wälder und Unterschieder der Meilen, die Linien deutscher Häuser, die in verschiedenen Ländern üblichen Ritter-Orden, Reichs-Täge, Gerichte Civil und Militair-Char-gen zu Wasser und Lande, Müntzen, Maß und Gewichte, die zu der Kriegs-Bau-Kunst, Artillerie, Feld Lägern, Schlacht-Ordnungen, Schiffahrten, Unterschied der Schiffe, und derer darzu gehörigen Sachen gebräuchlichen Benennungen, als auch Andere in Zeitungen und taglicher Conversation aus allerhand Sprachen bestehende Termini Artis, denen Gelehrten und Ungelehrten zu sonderbarem Nutzen klar und deutlich beschrieben werden, Nebst einem zweyfachen Register und Vorrede Herrn Johann Hübners, Rectoris des Fürstl. Gymnasii zu Merseburg [Zierlinie] Verlegts Johann Friedrich Gleditsch, Buchhändl. In Leipzig, Anno 1704. [Linie] Mit allergnädigsten Freyheiten.

## Allgemeines
Das Werk wird in manchen Darstellungen irrtümlich dem Autor der Vorreden, Johann Hübner, zugeschrieben. Bearbeiter war Philipp Balthasar Sinold genannt von Schütz, Hofrat des Fürsten Oels und später Geheimer Rat der Grafen von Solms-Laubach. Seine Urheberschaft wurde mit der Auflage von 1777 publik. Das Werk wurde jedoch auf dem Buchmarkt sehr bald kurz nur noch als das Hübnersche Lexicon bezeichnet. Der Name Hübner erhielt damit im 18. Jahrhundert dasselbe Image wie der Name Brockhaus im 19. Jahrhundert.
Vorgänger war: Curieuses Nouvellen-Lexicon, Oder Kurtze und deutliche Erklärung, wo nicht aller, jedoch der meisten ... in denen Zeitungen vorkommenden ... Deutscher, Frantzösischer und Italiänischer, auch zum Theil verstümmelter Lateinischer Wörter und Redens Arten : Deren Ubersetzung ... auch in die Lateinische Sprache beygefüget worden von Christian Juncker, das 1703 in Frankfurt am Main als beigefügtes Werk zu Christian Weisens Curieuse Gedancken von den Nouvellen oder Zeitungen erschienen war.
Quellen für die Bearbeitung des Lexikons waren aus verschiedenen Wissenschaften hergenommene Bücher aus allerhand Sprachen, von denen nur das für die geographischen Daten benutzte ausdrücklich zitiert wird: Michel Baudrand, Dictionnaire géographique universel, Amsterdam 1701.
In der Vorrede zur 6. Auflage von 1713 wird erstmals die Konversation thematisiert, der das Lexikon schon seit der 3. Auflage dienen will: ... weil ferner in diesem Buche keine Cathedralische Erudition, sondern nur allerhand zum täglichen Politischen Umgange mit gescheuten [gescheiten] Leuten unentbehrliche Stücke der galanten Gelehrsamkeit enthalten sind: So kann mans wohl mit allem Rechte ein Staats- Zeitungs- und Conversations-Lexicon nennen. Damit wurde der Schwerpunkt des Lexikons zur populären Bildung hin verlegt und den im Titel genannten Ungelehrten der Vorrang vor den ebenfalls genannten Gelehrten eingeräumt.
Als Ergänzung angekündigt wurde 1708 in der dritten Auflage das erstmals 1712 im Verlag Gleditsch erschienene, von Paul Jacob Marperger zusammengestellte Curieuse Natur-Kunst-Gewerck- und Handlungs-Lexicon, zu dem ebenfalls Johann Hübner die Vorrede verfasste. Bereits in seinem Titel wurde bemerkt, daß man dieses als einen andern Theil des Realen Staats- Zeitungs- und Conversations-Lexici mit grossem Vortheile gebrauchen kann, weil hierinnen erkläret zu finden, was in jenem bißhero vielmahls gesuchet worden. Beide Werke zusammen ergaben somit bereits ein mehrbändiges, umfassendes Lexikon, das seine Artikel auf zwei Alphabetfolgen verteilte.
Die Verbreitung des Werkes erfolgte rasch, da seine Benutzung unter anderem von Pädagogen wie Christian Schröter empfohlen wurden. Er lobte in seiner Kurtzen Anweisung zur Information der Adlichen Jugend (1704) in § 32 das Lexikon als herrliches Werk und empfahl, es bei der Lektüre von Zeitungen fleißig aufzuschlagen, um daraus Geographica, Genealogia, Historica und Politica zu lernen.

## Ausgaben

### Verlag Gleditsch in Leipzig
- 1. Auflage: Reales Staats- und Zeitungs-Lexicon: Worinnen sowohl Die Religionen und Orden, die Reiche und Staaten, Meere, Seen, Flüsse, Städte, Vestungen, Schlösser, Häfen, Berge, Vorgebürge, Pässe, Wälder und Unterschiede der Meilen, die Linien deutscher hoher Häuser, die in verschiedenen Ländern übliche Ritter-Orden, Reichs-Täge, Gerichte, Civil- und Militair-Chargen zu Wasser und Lande, Müntzen, Maß und Gewichte, die zu der Kriegs-Bau-Kunst, Artillerie, Feld-Lägern, Schlacht-Ordnungen, Schiffahrten, Unterschied der Schiffe und derer darzu gehörigen Sachen gebräuchliche Benennungen, als auch Andere in Zeitungen und täglicher Conversation aus allerhand Sprachen bestehende Termini Artis, denen Gelehrten und Ungelehrten zu sonderbarem Nutzen klar und deutlich beschrieben werden; Nebst einem zweyfachen Register und Vorrede Herrn Johann Hübners, Rectoris des Fürstl. Gymnasii zu Merseburg. Leipzig: Gleditsch 1704 (1284 Sp.) – Nachdruck Bern: Lang 1972
- 2. Auflage: Titel unverändert. 1706 (1.874 Sp.)
- 3. Auflage: Reales Staats- Zeitungs- und Conversations-Lexicon: Worinnen so wohl Die Religionen und Orden, ... Reichs-Täge, gelehrte Societäten, Gerichte, Civil- und Militair-Chargen ... als auch Andere in Zeitungen und täglicher Conversation vorkommende Latein- und Frantzösische Wörter, Termini Juridici, und aus allerhand Sprachen bestehende Termini Artis… beschrieben werden ... Die dritte Auflage, welche abermahls bey die fünfftausend Artickel und Passagen theils vermehret, theils emendiret und verbessert worden: Nebst vollständigen Registern und einer erneuten Vorrede Herrn Johann Hübners, Rectoris des Fürstl. Gymnasii zu Merseburg .... Leipzig: Gleditsch, 1708 (1.688 Sp.)
- 4. Auflage: Reales Staats-Zeitungs- und Conversations-Lexicon: Darinnen so wohl Die Religionen und geistlichen Orden, die Reiche und Staaten, Meere, Seen, Flüsse, Städte, Festungen ... Wälder, die Linien Deutscher hoher Häuser ... Ritter-Orden, Wapen, Reichs-Täge ... Civil- und Militair-Chargen zu Wasser und Lande, der Unterschied der Meilen, vornehmste Müntzen ... als auch Andere in Zeitungen und täglicher Conversation vorkommende aus fremden Sprachen entlehnte Wörter, nebst denen alltäglichen Terminis Juridicis und Technicis, denen Gelehrten ... beschrieben werden; Die Vierdte Auflage, darinnen die Geographischen Beschreibungen mit Fleiß rectificiret, alles biß auf gegenwärtige Zeit continuiret, und das gantze Werck in allem biß auf 20000 Artickel ist augiret worden: Nebst vollständigen Registern und einer erneuerten Vorrede Herrn Johann Hübners ... 1709 (1.916 Sp.)
- 5. Auflage: Reales Staats- Zeitungs- und Conversations-Lexicon: Darinnen ... die in verschiedenen Ländern übliche so geistliche als weltliche Ritter-Orden, ... Als auch Andere in Zeitungen und täglicher Conversation vorkommende ... Wörter ... beschrieben werden. Die fünffte Auflage, darinnen die Geographischen Beschreibungen mit Fleiß rectificiret und vermehret, alles biß auf gegenwärtige Zeit continuiret worden, also daß gantze Werck in allem über 21000. Artickel begreiffet: Nebst ... einer erneuerten Vorrede Herrn Johann Hübners, Rectoris des Fürstl. Gymnasii zu Merseburg. Leipzig: Johann Friedrich Gleditsch und Sohn, 1711 (1.752 Sp.)
- 6. Auflage: Reales Staats- Zeitungs- und Conversations-Lexicon: darinnen so wohl die Religionen und geistlichen Orden, die Reiche und Staaten, ... als auch andere in Zeitungen, ... vorkommende aus fremden Sprachen entlehnte Wörter, ... zu sonderbarem Nutzen ... beschrieben werden. Die sechste Auflage, darinnen die geographischen Beschreibungen mit Fleiß rectifieret und vermehret und alles biß auf gegenwärtige Zeit continuiret worden, also daß gantze Werck in allem über 22000. Artickel begreiffet: Nebst ... einer erneuerten Vorrede Herrn Johann Hübners ... Leipzig: Johann Friedrich Gleditsch und Sohn, 1713 (1.914 Sp.)
- 7. Auflage: Reales Staats- Zeitungs- und Conversations-Lexicon: Darinnen sowohl Die Religionen und geistlichen Orden, die Reiche und Staaten, Meere, Seen, Insuln, Flüsse ... Als auch Andere in Zeitungen und täglicher Conversation vorkommende aus fremden Sprachen entlehnte Wörter ... klar und deutlich beschrieben werden. Die siebende Auflage, darinnen die Geographischen Beschreibungen mit Fleiß rectificiret und vermehret, auch alles biß auf gegenwärtige Zeit continuiret worden, also daß gantze Werck in allem über 23000. Artickel begreiffet : Nebst einem Anhange, vollständigen Registern, und einer ausführlichen Vorrede Herrn Johann Hübners, Rectoris zu S. Johannis in Hamburg.  Leipzig: Johann Friedrich Gleditsch und Sohn, 1715 (2.012 Sp.)
- 8. Auflage: Reales Staats-Zeitungs- und Conversations-Lexicon ... Die 8. Auflage ... über 24000 Artickel begreiffet: nebst einem Anhang ... Leipzig: Johann Friedrich Gleditschens seel. Sohn, 1717 (2.058 Sp.)
- 9. Auflage: ... Die neundte Auflage ... Leipzig: Johann Friedrich Gleditschens seel. Sohn, 1719 (2.092. Sp.)
- 10. Auflage: ... Die zehnte Auflage, ... über 26000 Artickel begreiffet ... (Leipzig): Johann Friedrich Gleditschens seel. Sohn, 1722 (2.164 Sp.)
- 11. Auflage: ... Die eilffte Auflage ... 1724 (2.168 Sp.)
- 12. Auflage: ... Die zwölfte Auflage, ... auch alles bis auf gegenwärtige Zeit continuiret und bey denen meisten Articuln die Lateinische Benennung beygesetzt worden ... 1727 (2.214 Sp.)
- 13. Auflage: ... Die dreyzehende Aufl., ... 1729 (2.206 Sp.)
- 14. Auflage: ... Die vierzehende Auflage, ... 1732 (2.206 Sp.)
- 15. Auflage: ... Die 15. Auflage ... 1735 (2.238 Sp.)
- 16. Auflage: ... Neue mit nöthigen und nützlichen Kupfern versehene Auflage, die Geographischen und Historischen Beschreibungen ... rectificiret und vermehret, auch alles ... continuiret ... 1737 (2.262 Sp.)
- 17. Auflage: ... Nebst acht Kupferplatten, und einer ausführlichen Vorrede Herrn Johann Hübners, ... Neue Auflage, Darinne die Geographischen und Historischen Beschreibungen ... rectificiret und vermehret, auch alles ... continuiret, ...: Leipzig: Gleditsch, 1739 (2.268 Sp.)
- 18. Auflage: ... Neue Auflage ... Leipzig: Gleditsch, 1741 (2.332 Sp.)
- 19. Auflage: ... Neue durch und durch übersehene Auflage, ...  Leipzig: Gleditsch, 1744 (2.332 Sp.)
- 20. Auflage: ... Neue durch und durch übersehene Aufl. nebst 8 Kupfer-Platten, ehemahls von Johann Hübnern ... Vorietzo mit einer neuen Vorrede herausgegeben von Gottlieb Schumann. 1752 (2.478 Sp.)
- 21. Auflage: ... Neue verbesserte Auflage. 1760
- 22. Auflage: ... Neue verbesserte Auflage, nebst acht Kupfer-Platten, ehemals von Herrn Johann Hübnern, Rectore zu S. Johannis in Hamburg, vorietzo mit einer neuen Vorrede und Einleitung von dem Gebrauche dieses Buches versehen, von Gottlieb Schumann, Philos. Magistro Lipsiensi. 1764 (2.548 Sp.)
- 23. Auflage: ... Neue verbesserte und vermehrte Auflage. 1777 (2.734 Sp.)
- 24. Auflage: ... Neue verbesserte und stark vermehrte Ausgabe. 1782 (3.046 Sp.)
- 25. Auflage: ... Neue verbesserte Ausgabe. 1789 (3.046 Sp.). Ein Exemplar dieser Ausgabe war in Goethes Bibliothek in Weimar.
- 26. Auflage: ... Neue verbesserte Ausgabe. 1795 (2.820 Sp.)
- 27. Auflage: ... Neue verbesserte und stark vermehrte Ausgabe. 1795 (3.046 Sp.)
- 28. Auflage: Johann Hübners Reales Staats-, Zeitungs- und Conversations-Lexicon. Neue verbesserte und vermehrte Ausgabe. 1804 (2 Bde.: 1.370 und 1.504 Sp.)
- 31. Auflage: Johann Hübner's Zeitungs- und Conversations-Lexicon. 31. Auflage, ... erweitert, umgearbeitet und verbessert von F. A. Rüder. 1824–1828 (4 Bde.)

### Verlag Bader in Regensburg
- 1. Auflage: Johann Hübners Neu-vermehrtes und verbessertes Reales Staats-, Zeitungs- und Conversations-Lexicon: Darinnen sowohl die Religionen und geistlichen Orden, die Reiche und Staaten, Meere, Seen, Insuln, Flüsse, Städte, Festungen, Schlösser, Häven, Berge, Vorgebürge, Pässe und Wälder, die Linien Teutscher hoher Häuser, die in verschiedenen Ländern übliche so geistliche als weltliche Ritter-Orden, Wapen, Reichs-Täge, gelehrte Societäten, Gerichte, Civil- und Militair-Chargen zu Wasser und Lande, und der Unterschied der Meilen, vornehmst Münzen, Maaß und Gewichte, die zu der Kriegs-Bau-Kunst, Artillerie, Feld-Lägern, Schlacht-Ordnungen, Belagerungen, Schiffahrten, Unterschied der Schiffe und der dazu gehörigen Sachen gebräuchlichen Benennungen; Als auch andere in Zeitungen und täglicher Conversation vorkommende aus fremden Sprachen entlehnte Wörter, nebst den alltäglichen Terminis Juridicis und Technicis, Gelehrten und Ungelehrten zu sonderbarem Nutzen. Die allerneueste Auflage, darinnen alles, was sich in Publicis, Geographicis, Genealogicis und andern Stücken verändert, bis auf gegenwärtige Zeit fleißig angemerkt zu finden. Regensburg: In Verlegung Emerich Felix Baders, Buchhändlers, 1737 (?) (1.135 S.)
- 2. Auflage: Neu vermehrtes und verbessertes reales Staats-Zeitungs- und Conversations-Lexicon. Leipzig, 1739
- 3. Auflage: ... Die allerneueste Auflage, darinnen alles, was sich in Publicis, Geographicis, Genealogicis und andern Stücken verändert, bis auf gegenwärtige Zeit fleißig angemerckt zu finden: Nebst einem angehängten brauchbahren Register und neuen Vorrede auch nützlich und zur Erläuterung dienenden Kupffern. Regensburg: Bader, 1742 (1.280 S.)
- 4. Auflage: 1745 (1.280 S.)
- 5. Auflage: 1748 (1.280 S.)
- 6. Auflage: Regensburg; Wien: Bader, 1753 (1.280 S.)....Die allerneueste Auflage, darinnen alles, was sich in Publicis, Geographicis, Genealogicis und andern Stücken verändert, bis auf gegenwärtige Zeit fleißig angemerckt zu finden: Nebst einem angehängten brauchbahren Register und neuen Vorrede auch nützlich und zur Erläuterung dienenden Kupfern. Regensburg und Wien, In Verlegung Emerich Felix Baders, Buchhändlers. 1753
- 7. Auflage: 1757 (1.280 S.)
- 8. Auflage: 1759 (1.280 S.)
- 9. Auflage: 1761 (1.280 S.)
- 10. Auflage: 1765 (1.280 S.)
- 11. Auflage: 1769 (1.287 S.)
- 12.(?) Auflage: 1787 (Titel, 10 nn. Bl., 1.135 Sp., 32 nn. Bl.)....Die allerneueste Auflage, darinnen alles, was sich in Publicis, Geographicis, Genealogicis und andern Stücken verändert, bis auf gegenwärtige Zeit fleißig angemerckt zu finden: Nebst einem besondern Anhang / vollständigen Registern und neuen Vor-Rede [...] Regensburg: In Verlegung Emerich Felix Baders, Buchhändlers 1787.[3]

### Verlag Kurzböck in Wien
- 1. Auflage: Neu-vermehrtes und verbessertes reales Staats-, Zeitungs- und Conversations-Lexicon : Johann Hübners neu vermehrtes und verbessertes reales Staats-, Zeitungs- und Conversations-Lexikon: darinnen sowohl die Religionen und geistlichen Orden, die Reiche und Staaten, Meere, Seen ... als auch andere in Zeitungen und täglichem Umgang vorkommende aus fremden Sprachen entlehnte Wörter ... klar und deutlich beschrieben werden; nebst einem ... Register, auch ... Kupfern. Die allerneueste und mit vielen wesentlichen Zusätzen verbesserte Auflage. 1780 (1.516 S.)
- 2. Auflage: 1789

### Verlag Kienreich in Grätz
- 1. Auflage: Johann Hübners reales Staats- Zeitungs- und Conversations-Lexicon: darin so wohl die Religionen, die Reiche und Staaten, Meere, Seen, Inseln, Flüsse ... als auch andere in Zeitungen und täglichem Umgange vorkommende, ingleichen juristische und Kunstwörter beschrieben werden. Neue verbesserte und vermehrte Ausgabe, in zwey Abtheilungen nebst acht Kupfertafeln. 1805 (2 Bde.)
- 2. Auflage: Johann Hübners reales Staats- Zeitungs- und Conversations-Lexicon: darin so wohl die Religionen, die Reiche und Staaten, Meere, Seen, Inseln, Fluesse, Staedte, Festungen, Schloesser, Flecken, Weiler, Haefen, Vorgebirge, Paesse und Waelder, Berge, gelehrte Societaeten, Gerichte, Civil- und Militaerchargen zu Wasser und zu Lande, die zur Kriegsbaukunst, Artillerie, Feldlaegern, Schlachtordnungen, Belagerungen, Schiff-Fahrten, Unterschied der Schiffe und der dazu gehoerigen Sachen gebraeuchliche Benennungen, als auch andere in Zeitungen und taeglichem Umgange vorkommende, ingleichen juristische und Kunstwoerter beschrieben werden; in zwei Abtheilungen. Ganz umgearbeitet, und nach den neuesten politischen Verhältnissen eingerichtet von F. X. Sperl. 1814 (2 Abt.: 2.016 und 1.792 Sp.; Ergänzungsband bis zum Aachner Congress 1820: 182 Sp.)

### Übersetzungen
- De Staats- en Koeranten-Tolk of Woordenboek der Geleerden en Ongeleerden ... in het Hoogduitsch uytgegeven en met een Voorede verzelt door den Heer Johan Hubner ... En nu volgens den twaalfden druk vertaalt. Leyden 1732 (2 Bde.)
- Ungarische Ausgabe, übersetzt von György Fejér. 1816 (5 Bde.)